# Vitkovica

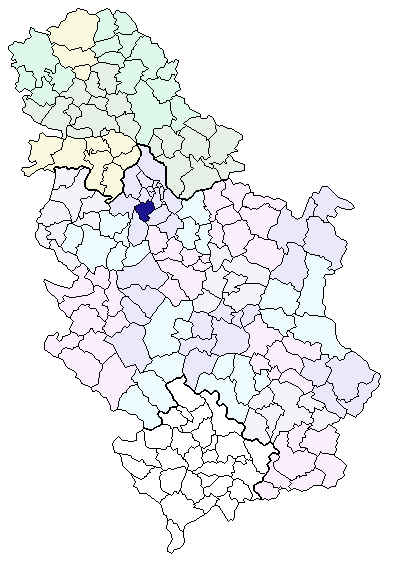
Situation de la municipalité de Barajevo en Serbie

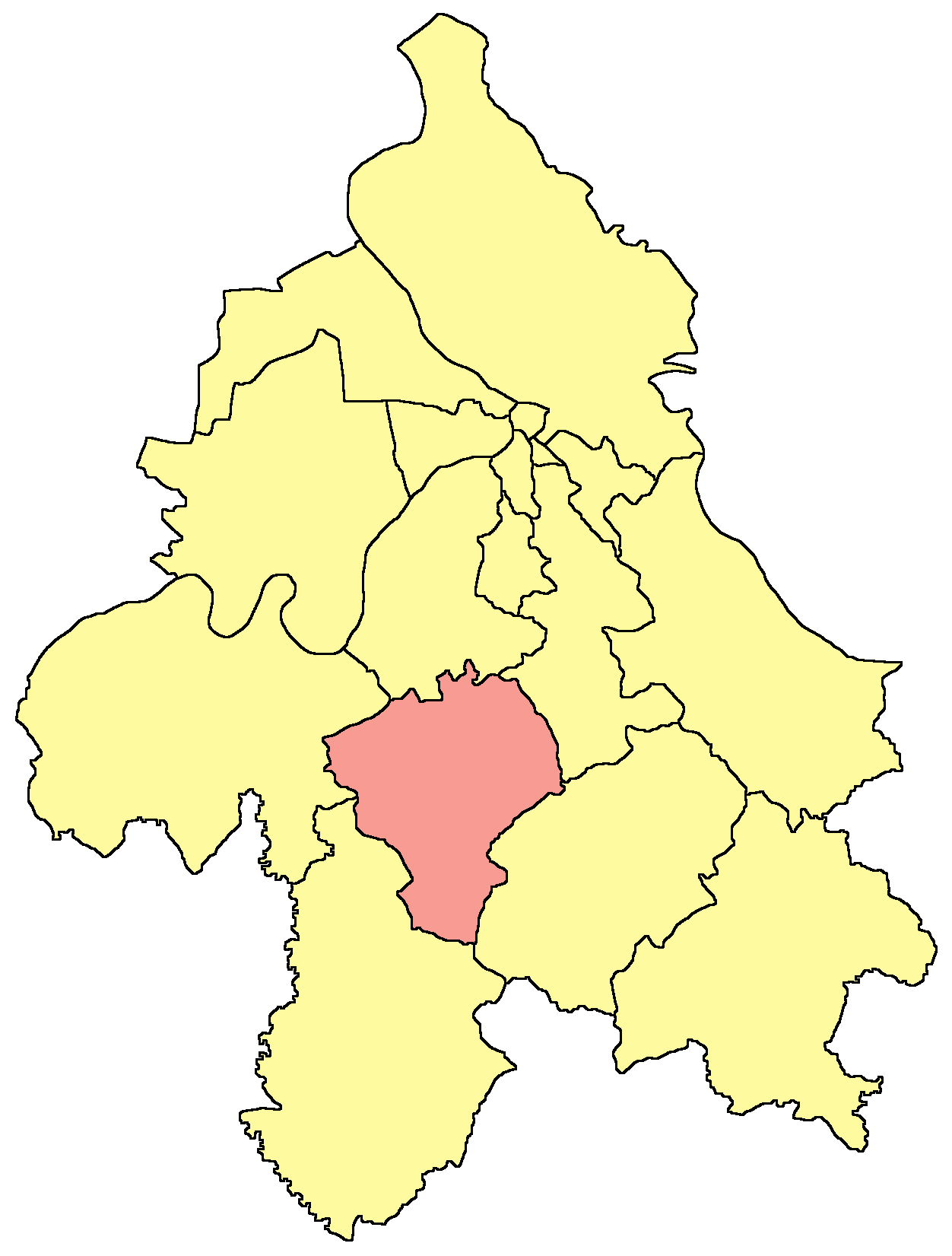
Situation de la municipalité de Barajevo dans le district de Belgrade

Vitkovica, en serbe cyrillique Витковица, est un village de Serbie situé dans la municipalité de Barajevo, district de Belgrade.
Vitkovica est située dans les faubourgs de Belgrade.